# 飛行隊 (満洲国軍)

満洲国飛行隊の国籍マーク

飛行隊（ひこうたい）とは、満洲国に設置された満洲国軍の航空部隊。

## 概要

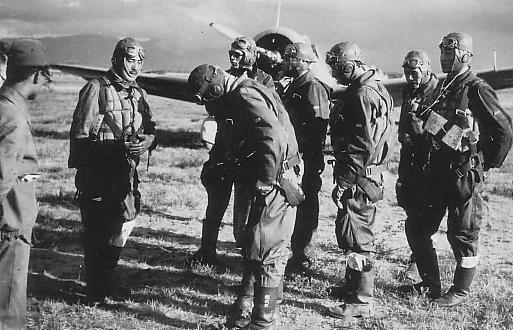
満洲国飛行隊

1937年（康徳4年）2月、満洲国軍内に飛行隊が発足した。基地は新京の満洲航空の飛行場を共同使用する形で設けられ、主な配備機種としては九七式戦闘機、一式戦闘機などがあった。その後、奉天やハルビンにも飛行隊が相次いで設置された。1940年（康徳7年）には、独自の司令部が設けられた。
1940年（康徳7年）に、航空機操縦士を養成する「陸軍飛行学校」が開校した。「陸軍」を冠しているが、軍人だけでなく、満洲航空の乗組員や飛行家など民間人の操縦要員も教育していた。
1941年12月に日本はイギリスやアメリカに宣戦布告し大東亜戦争に突入したが、満洲国は宣戦布告せず、その後も主な戦場から遠く離れた満洲国内は平静を保った。しかし1945年に入ると、工業地帯や軍の基地などが、イギリス領インド帝国経由で中華民国内陸部の成都基地から飛来したアメリカ軍の爆撃機などの攻撃をたびたび受け、これらの爆撃機と満洲国飛行隊の戦闘機との空中戦が行われ、「蘭花特別攻撃隊」という特別攻撃隊が編成され、アメリカ軍のボーイングB-29に向けて体当たり攻撃を行った。

## 編成
1941年（康徳8年）
飛行隊司令部
第一飛行隊
第二飛行隊
第三飛行隊
独立飛行隊
航空兵器廠
陸軍飛行学校

## 歴代司令官
1. 野口雄二郎（陸軍少将）
2. 曹秉森（陸軍中将）
3. 田中収（陸軍中将）